# Kancho (Zen)

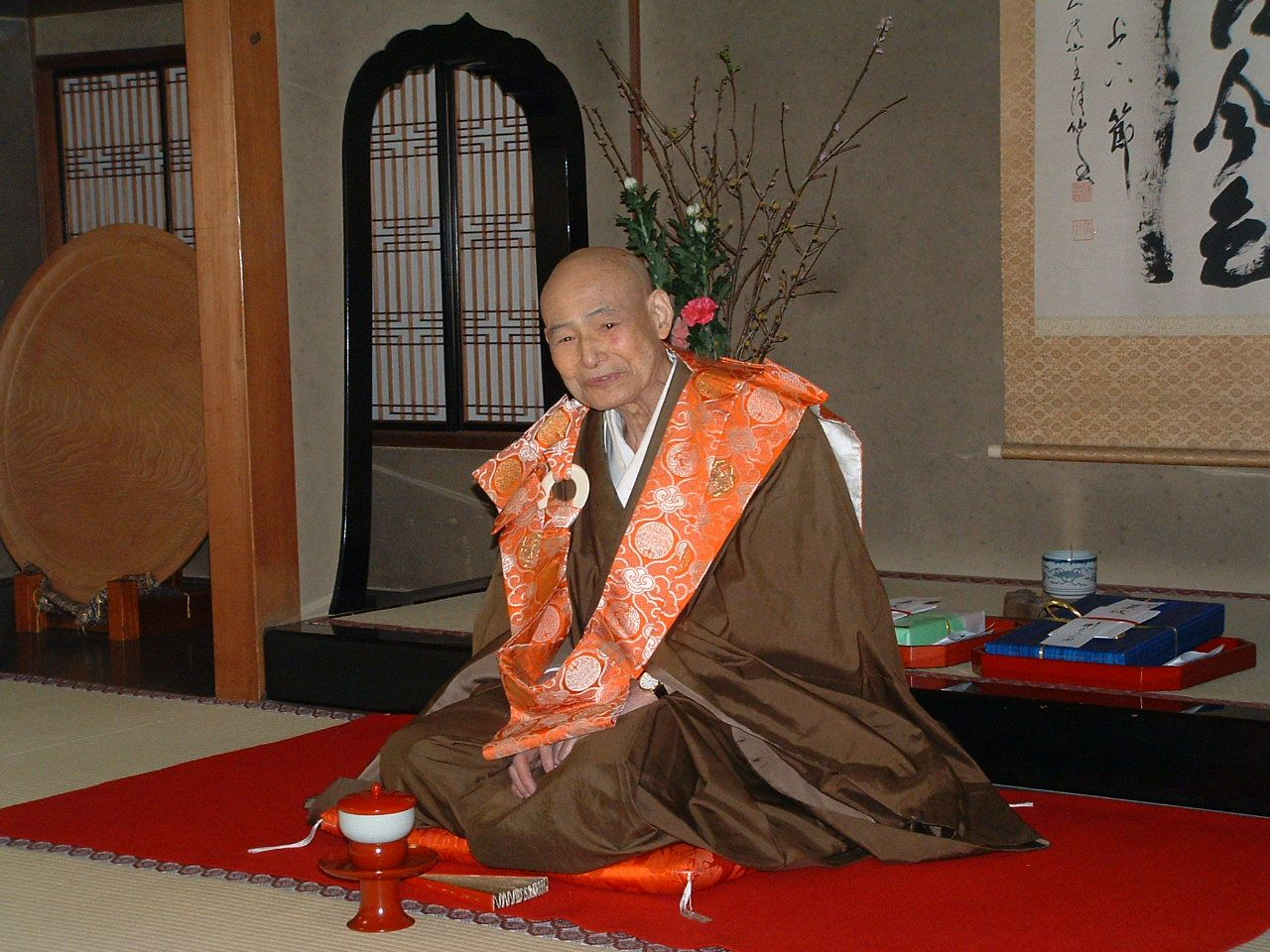
Nishikata Tansetzu Roshi als kanchō der Myōshin-ji

Een kanchō (Japans: 管長) is een abt die aan het hoofd staat van een sekte binnen het Japanse Zen-boeddhisme. De titel is vrij recent, de functie werd in de 19e eeuw ingesteld door de Japanse overheid na de Meiji-restauratie.. De regering voerde in 1872 een reorganisatie door van de Boeddhistische kloosterorden, waarbij er een zevental hoofdsekten gecreëerd werden. Dit waren de Tendai, Shingon, Jôdo, Zen, Shin, Nichiren en Ji. Dezen werden allen aangevoerd door een Kancho, die verantwoordelijk was voor het beheer van alle sektes en subsektes. Deze was ook verantwoording verschuldigd aan de Japanse staat.
De rol van Kancho is met de proliferatie van het Zen-boeddhisme buiten Japan ook gangbaar geworden, ook honzan buiten Japan kennen de rol van Kancho als aanvoerder.